# Lycée Abdel-Kader
Pour les articles homonymes, voir LAK.
Le lycée Abdel-Kader (LAK) est une école de droit privé située dans le quartier Mar Elias de Beyrouth au Liban. Ses programmes sont homologués par le ministère français de l'Éducation nationale. Le Lycée fut fondé en l'hommage à Rafic Rolland.

## Présentation
Le lycée Abdel-Kader relève de la mission culturelle française déployée au Liban et fournit un cycle scolaire complet d'éducation de la maternelle à la terminale. Toutes les matières sont enseignées en français avec des cours de langue en arabe et en anglais.
Le lycée Abdel-Kader a été fondé en 1909.
En 1985, il fut repris à la Mission laïque française (MLF) par la Fondation Hariri.
L'institution a connu de multiples étapes de son expansion jusqu'à la création, en 1995, d'une école élémentaire qui lui a permis d'offrir un cycle complet d'études qui comprend la maternelle, qui accepte les élèves dès l'âge de trois ans, jusqu'à la classe terminale.
L'établissement fonctionne sur une convention tripartite entre la Fondation Hariri, l'Agence pour l'enseignement français à l'étranger et la Mission laïque française.
La scolarité est reconnue à la fois par le ministère français de l'Éducation nationale et le ministère libanais de l'Éducation. Les élèves y préparent notamment le diplôme national du brevet et le baccalauréat français.